# Emeric Thoa
Emeric Thoa est un créateur de jeux vidéo français né en 1981.
Le studio dont il est le cofondateur, PDG et directeur créatif, The Game Bakers, fondé en 2010, est principalement connu pour avoir développé les jeux Squids et Furi.

## Biographie

### Jeunesse et formation
Emeric Thoa naît en 1981 dans le Val-d'Oise, un département au nord de l'agglomération parisienne.

Enfant déjà il jouait avec ses amis à des jeux qu'il avait lui-même bricolé.
Après avoir obtenu un baccalauréat scientifique, Thoa intègre le DUT informatique de l'Université Paris XIII avant de faire une maîtrise en multimédia et de poursuivre, sans vraiment savoir à quoi s'attendre, avec un DESS en game design et ergonomie du jeu à l'ENJMIN, à Angoulême.

### Ubisoft
Diplômé, il entre chez Ubisoft en 2004 et travaillera à travers le monde sur près d'une vingtaine de jeux, notamment Tom Clancy's Splinter Cell : Double Agent et Tom Clancy's EndWar.
Après avoir été responsable de la qualité du game design de tous les jeux en phase de conception et production d'Ubisoft pendant plus d'un an, Thoa souhaite à nouveau être impliqué dans le développement en tant que concepteur. De retour à la production, Emeric Thoa travaille à Montpellier sur un projet au nom de code Trojan, qui sera interrompu en 2010. Il quitte alors Ubisoft pour créer son propre studio, The Game Bakers. Il cofonde le studio avec Audrey Leprince, productrice qu’il a rencontré sur le développement de Tom Clancy’s EndWar, à Shanghai.

### Ergologique
En parallèle de ses années à Ubisoft, Emeric Thoa alimente un site de conseils sur l'ergonomie en conception centrée sur l'utilisateur dont il est également à l'initiative, Ergologique.

### The Game Bakers
Séduit par la ville qu'il ne veut plus quitter, The Game Bakers est donc fondé en 2010 à Montpellier par Emeric Thoa et Audrey Leprince. 
Derrière ce nom de studio se cache un jeu de mots avec « the game makers » (les fabricants de jeux) mais aussi la conception culinaire qu'a Thoa de la création de jeu, The Game Bakers pouvant se traduire par « les boulangers du jeu ». En effet, il perçoit les éléments d'un jeu comme des ingrédients qu'il faut savoir doser pour obtenir une recette équilibrée, qui fonctionne.
Partant du constat que le marché du jeu vidéo sur mobile et en pleine croissance (lui-même jouant beaucoup sur son iPhone) mais que l'intérêt pour chacun de ces jeux s'estompe rapidement, Thoa se dit que l'expérience acquise en développant des jeux AAA pendant des années le rend capable de créer des jeux d'une certaine profondeur dans un paysage vidéoludique  sur mobile qui en manque cruellement.
Après les jeux Squids sur mobile, le studio produit Combo Crew, un beat’em up aux contrôles tactiles, puis opère un virage radical en sortant Furi en 2016 , un jeu de combat de boss sur PC et consoles. 

## Ludographie
| Titre                                        | Année de première sortie | Poste                                                 | Studio          |
| -------------------------------------------- | ------------------------ | ----------------------------------------------------- | --------------- |
| Tom Clancy's Ghost Recon Advanced Warfighter | 2006                     | Level designer                                        | Ubisoft         |
| Tom Clancy's Splinter Cell : Double Agent    | 2006                     | Game designer                                         | Ubisoft         |
| Tom Clancy's EndWar                          | 2008                     | Game designer ; Directeur de la conception du contenu | Ubisoft         |
| Squids                                       | 2011                     | Directeur créatif                                     | The Game Bakers |
| Squids Wild West                             | 2012                     | Directeur créatif                                     | The Game Bakers |
| Combo Crew                                   | 2013                     | Directeur créatif                                     | The Game Bakers |
| Squids Odyssey                               | 2014                     | Directeur créatif                                     | The Game Bakers |
| Furi                                         | 2016                     | Directeur créatif                                     | The Game Bakers |

## Influences
Bien qu'étant un créateur français, qui a travaillé sur des jeux très inspirés par les productions hollywoodiennes durant ses années à Ubisoft, Emeric Thoa est passionné par la culture japonaise et ses productions notamment animées auxquelles il a été initié dès l'enfance avec le Club Dorothée. 
Par ailleurs, Phantasy Star, Shining in the Darkness, Lunar: The Silver Star ou Super Punch-Out!! sont autant de jeux vidéo japonais qui l'ont marqué et qui l'inspirent. Il est également fan de Shinji Mikami, des productions du studio Atlus tel que Persona ou Catherine, ou encore de Fumito Ueda et Jenova Chen dont les productions font preuve d'un parti pris radical qui l'impressionne. Il pense que c'est cette démarche que doivent suivre les créateurs s'ils veulent proposer une œuvre qui marque son public.